# Determinación de Van Slyke
La determinación de Van Slyke es una prueba química para la determinación de aminoácidos que contienen un grupo de amina primaria. Lleva el nombre del bioquímico Donald Dexter Van Slyke (1883-1971).
Uno de los primeros logros profesionales de Van Slyke fue la cuantificación de aminoácidos mediante la reacción de determinación de Van Slyke. Para cuantificar los aminoácidos alifáticos, la muestra se diluye en glicerol y luego se trata con una solución de nitrito de sodio, agua y ácido acético. La reacción de diazotación resultante produce nitrógeno gaseoso que puede observarse cualitativamente o medirse cuantitativamente.
Reacción de Van Slyke:
{\displaystyle {\ce {R-NH2 + HONO -> ROH + N2 + H2O}}}
Además, Van Slyke desarrolló el llamado aparato Van Slyke, que puede usarse para determinar la concentración de gases respiratorios en la sangre, especialmente la concentración de bicarbonato de sodio. Esto fue de gran importancia para poder reconocer un inicio de acidosis en pacientes diabéticos lo antes posible, con el fin de iniciar el tratamiento con álcalis. El aparato de Van Slyke se convirtió en un equipo estándar en los laboratorios clínicos de todo el mundo y los resultados de la investigación de Van Slyke todavía se utilizan para determinar anomalías en la homeostasis ácido-base. Más tarde, Van Slyke mejoró aún más su aparato, aumentando su precisión y sensibilidad. Con el nuevo método, pudo investigar más a fondo el papel de los equilibrios de gases y electrolitos en la sangre y cómo cambian en respuesta a la respiración.